# Psicologia de la religió

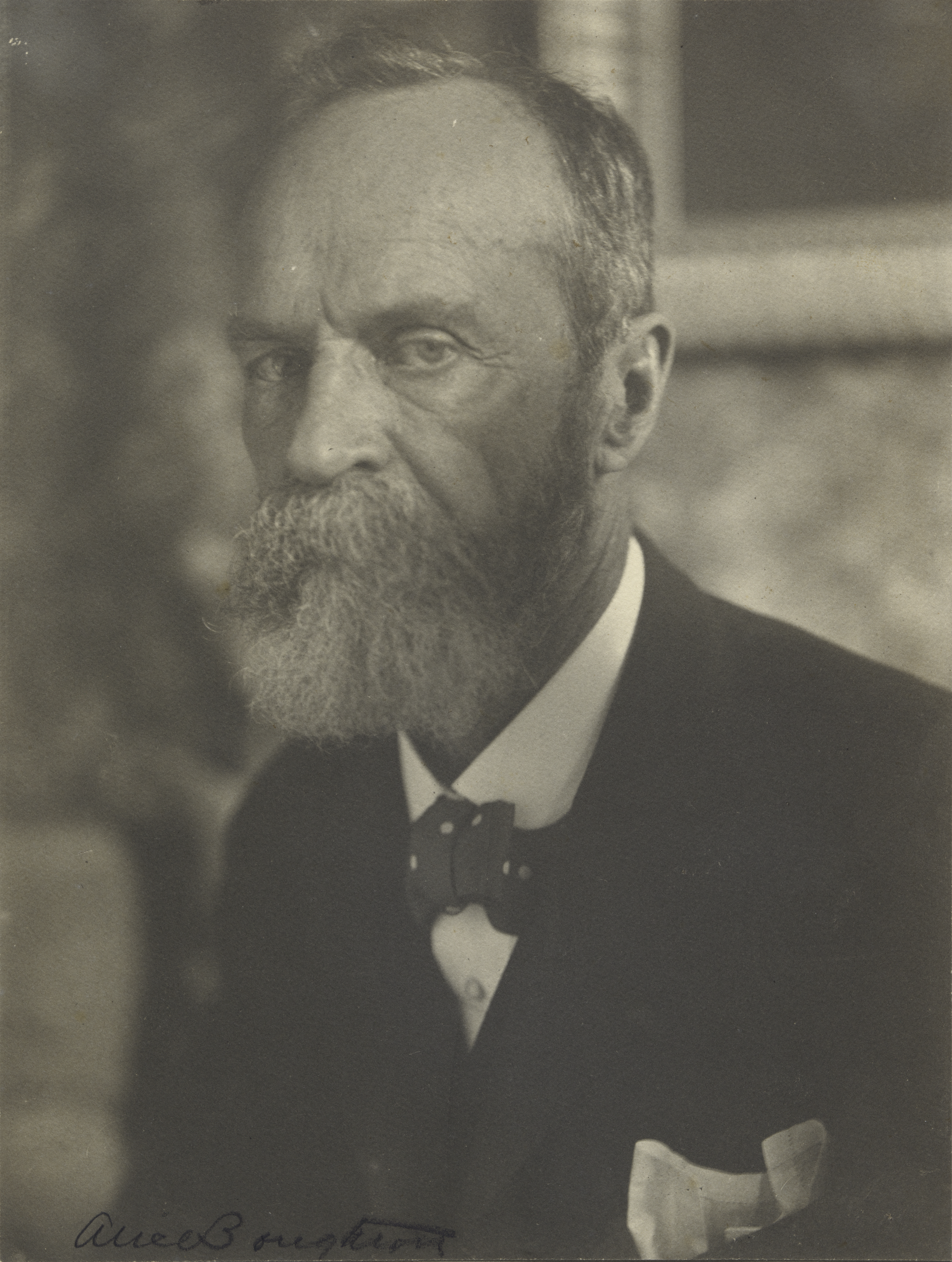
William James, 1907.

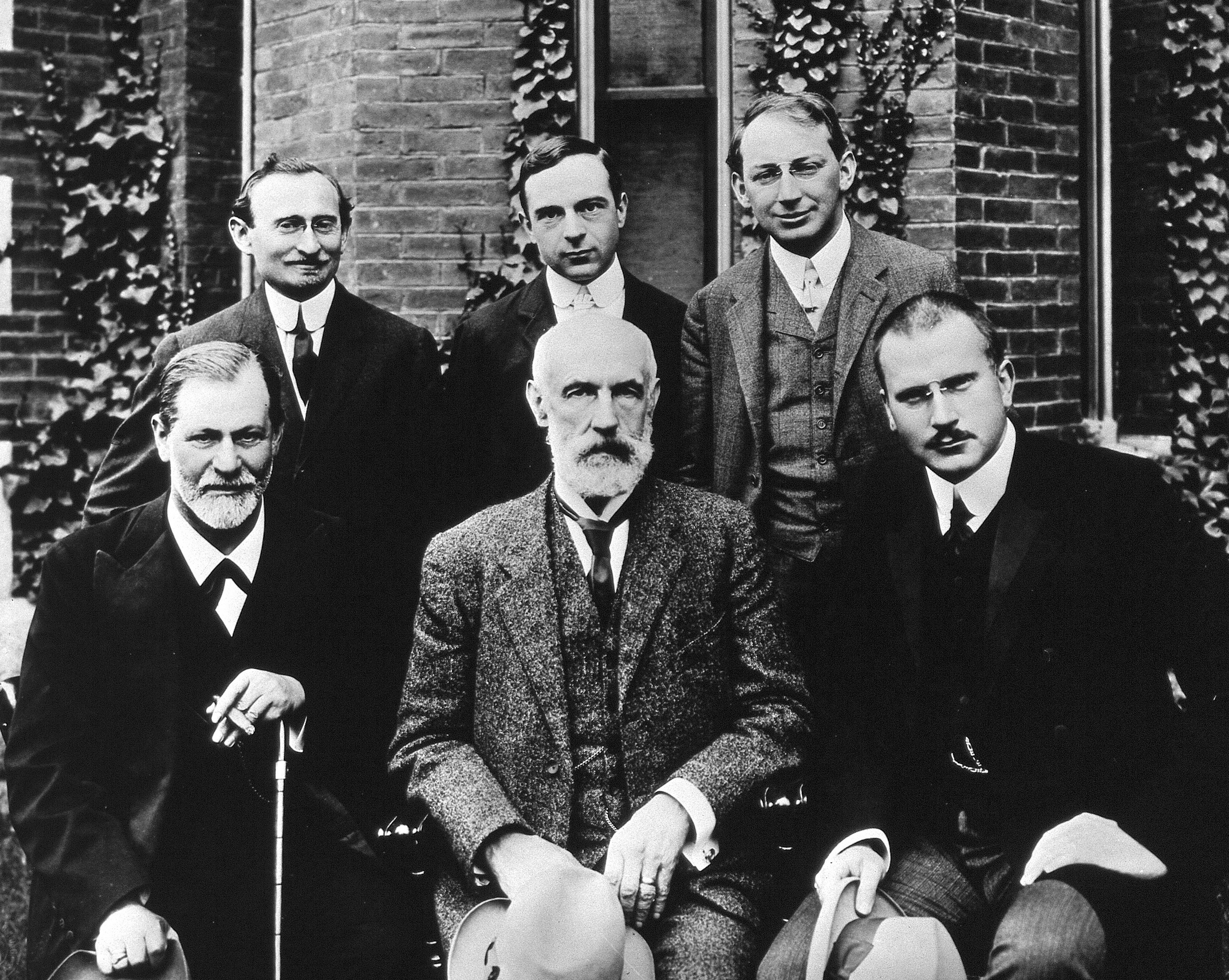
Foto de grup davant la Universitat de Clark, 1909. Al davant: Sigmund Freud, G. Stanley Hall, Carl Jung. Al darrere: Abraham Brill, Ernest Jones, Sándor Ferenczi.

La psicologia de la religió consisteix en l'aplicació de mètodes psicològics i marcs interpretatius als diversos continguts de les tradicions religioses, així com a les persones religioses i irreligioses. Aquests estudis s'han fet des de tres vessants: 
1. descriure sistemàticament la religió, tant com a experiència interior com a expressió exterior, amb l'objectiu d'aclarir-ne les característiques;
2. explicar els orígens de la religió, en la història i en la vida individual, i il·luminar així la seva naturalesa fonamental;
3. traçar les conseqüències de les idees, actituds, experiències i pràctiques religioses, tant en la vida individual com en el món en general.[1]

## Història
Els passos inicials en la fundació de la Psicologia de la religió es remunten a la iniciativa de Friedrich Schleiermacher en la seva obra Psychologie de l'any 1862.
El psicòleg i filòsof estatunidenc William James (1842–1910) amb la seva obra "Les varietats de l'experiència religiosa" (The varieties of religious experience) de l'any 1902 és considerat per la majoria dels psicòlegs de la religió com el fundador d'aquest camp de coneixement.
L'escola psicoanalítica fundada per Sigmund Freud va donar un impuls definitiu a la disciplina. Altres psicòlegs eminents també han sospesat la qüestió de la religió: Gordon Allport, Raymond Cattell, Erik Erikson, Viktor Frankl, Erich Fromm, Carl Jung, Abraham Maslow,  Alfred Adler, Erich Fromm, Eduard Spranger, i B. F. Skinner. Tot i que els mètodes purament psicològics no poden respondre plenament a les preguntes sobre la validesa del comportament i l'experiència religioses, en poden explicar alguns aspectes en termes no religiosos. Modernament, han tractat el tema Allen Bergin, Robert Emmons, Kenneth Pargament, James Hillman i Julian Jaynes.

### Els començaments
Georg Wilhelm Friedrich Hegel (1770-1831) va descriure tots els sistemes religiosos, filosòfics i de les ciències socials com a "expressions de l'impuls bàsic de la consciència per aprendre sobre si mateixa i el seu entorn" i registrar les seves troballes i hipòtesis, per tant, veu a la religió com una forma més de cerca del coneixement, dins de la qual els éssers humans pateixen diferents experiències, reflexions i formes de registrar-la. La compilació i categorització d'aquests materials en diverses formes constitueix una visió del món consolidada, articulada per la religió, la filosofia, les ciències socials, etcètera. I en la seva obra La fenomenologia de l'esperit planteja com les diverses tipologies de pensament es combinen amb les experiències individuals i col·lectives de diferents llocs en els quals també els temps influeixen en les cosmovisions actuals del coneixement que es troben operant en una població. En aquesta activitat l'individu té una part dins de l'experiència col·lectiva d'aquest intent o lluita per conèixer-se a si mateix. En el sistema de Hegel, la religió és una de les principals fonts de la saviesa per a ser utilitzada en aquestes lluites, el que representa un enorme cos de records del passat de la humanitat en diverses etapes del seu desenvolupament.
Per a molts, William James (1842-1910) és considerat per la majoria dels psicòlegs de la religió com el fundador del camp. Va ser president de la American Psychological Association i va escriure un dels primers textos de psicologia, Varieties of Religious Experience («Les varietats de l'experiència religiosa», 1902) que en el camp de la psicologia de la religió conserva encara cert interès. En aquesta, la influència de James perdura. Les seves varietats d'experiència religiosa es consideren el treball clàssic en el camp, i les referències a les idees de James són comunes en les conferències professionals.
James distingia entre religió institucionalitzada i religió personal. La religió des d'un punt de vista institucionalitzada es refereix més aviat als grups o organitzacions religioses i juga un paper important en la cultura d'una societat, mentre que com a pràctica personal, l'individu pot viure experiències de misticisme independentment de la seva cultura. I era aquest l'aspecte que més li interessava, distingint entre religiositat sana i religiositat malaltissa.
Per a James, els individus amb una predisposició “saludable” tendeixen a ignorar la maldat en el món i es concentren en el positiu i en el bé en general, com a exemple ens referencia a Walt Whitman per il·lustrar aquesta mentalitat sana. Per contra, aquells predisposats cap a una religiositat malaltissa o patològica no poden ignorar el mal i el patiment i necessiten una experiència unificadora, religiosa o d'un altre tipus, que els permeti conciliar el bé i el mal. James va incloure cites de Lleó Tolstoi i John Bunyan per il·lustrar la religiositat malaltissa.
Per a James, que s'ubica en el corrent del pragmatisme, és necessari avaluar l'eficàcia de la religió: si un determinat individu motivat per la fe duu a terme activitats religioses i si aquestes accions redunden en efectes positius, tals pràctiques són llavors la via adequada per a l'individu; si, per contra, tals accions no són eficaces, la persistència de la pràctica religiosa apareix desproveïda de racionalitat.

## Altres primers teòrics

### Sigmund Freud
Sigmund Freud, el pare de la psicoanàlisi, se situa en la tradició de Ludwig Feuerbach les tesis del qual considera com el seu punt de partida filosòfic i de Friedrich Nietzsche respecte de qui sosté que hauria intuït molts dels punts de vista de la psicoanàlisi. També va ser influenciat, sobretot durant la seva joventut, pels escrits d'Arthur Schopenhauer. Freud té una visió crítica de la religió en totes les seves formes i reforça les crítiques filosòfiques ja existents amb els elements empírics adquirits en el camp de les ciències naturals, com a metge, durant la gestació de la psicoanàlisi. En aquest context va desenvolupar la idea que la religió és un fenomen comparable a les neurosis infantils. Freud desenvolupa al respecte tres tipus d'arguments: antropològic, ontogenètic i filogenètic.
Des del punt de vista antropològic, defineix la religió en el seu llibre L'avenir d'una il·lusió (Die Zukunft einer Illusion, 1927) com un mecanisme de defensa infantil en els inicis de la condició humana: l'ésser humà va personificar les forces naturals i les va elevar a la categoria de forces protectores que l'ajuden a suportar el seu sentiment d'impotència. El model de comportament subjacent està lligat a la percepció que el nen té durant la seva primera infància dels seus pares i sobretot del seu pare, com a personatge protector.
Freud elabora el seu argument ontogenètic sobre les conseqüències de les primeres experiències infantils: la conducta ambivalent del nen respecte del seu pare pren la forma de fe en els adults. Però a poc a poc el nen percep que tampoc els adults poden assegurar-li una protecció completa davant del món i els poders exteriors. Per això, busca protegir-se a través de la creença en déus. Aquests déus són al mateix temps temuts i els dipositaris d'aquesta angoixant recerca de protecció.
El tema de l'«enyorança del pare» va ser desenvolupat extensament per Freud en la seva obra Tòtem i tabú i és utilitzat en l'explicació de la gènesi del clan primordial. Freud es basa en el model ideal de l'horda primitiva tal com va ser formulat per Charles Darwin en la qual el «pare» de l'horda és presentat com un dèspota absolut, al mateix temps adorat i avorrit pels seus membres, entre altres coses a causa del seu dret a la possessió de totes les dones de l'horda. L'odi i la gelosia porten els integrants a assassinar col·lectivament aquest pare protector i tirànic. Arran de la contradicció simbòlica implícita en aquesta acció (destrucció de l'ideal adorat i detestat) el sistema primordial no pot sobreviure. Cal establir, com a comunitat per néixer, un acord que eviti el ressorgiment d'aquell model, i sobretot, que impedeixi als membres de l'horda la possessió de les dones pertanyents a aquesta. Neixen així la prohibició de l'incest i concomitantment la necessitat de buscar dones alienes al grup: la llei de l'exogàmia. Amb el transcurs del temps s'organitzen cerimònies i àpats col·lectius per commemorar l'assassinat místic, en enyorança del pare assassinat. El sentiment de culpa col·lectiu de la humanitat pren la forma de «pecat original» i assumeix els rols de protector de la cultura primitiva, de l'organització social, de la religió i de límit imposat als costums socials.

### Carl Jung
La interpretació junguiana de la religió, iniciada per Carl Jung i continuada pels seus seguidors, és un intent d'interpretar la religió a la llum de la psicologia junguiana. El psicoanalista suís va adoptar una postura molt diferent, més favorable a la religió i més preocupada per una apreciació positiva del simbolisme religiós. Jung va considerar que la qüestió de l'existència metafísica de Déu no podia ser resposta pel psicòleg i va adoptar una mena d'agnosticisme.
Jung va postular, a més de l'inconscient personal (adoptant el concepte de Freud), l'inconscient col·lectiu, que és el dipòsit de l'experiència humana i que conté «arquetips» (és a dir, imatges bàsiques que són universals en el sentit que es repeteixen independentment de la cultura). Veia la irrupció d'aquestes imatges de l'inconscient al regne de la consciència com la base de l'experiència religiosa i, sovint, de la creativitat artística. Alguns dels escrits de Jung s'han dedicat a explicar alguns dels símbols arquetípics i inclouen el seu treball en la mitologia comparada.
A diferència de Sigmund Freud i els seus seguidors, els junguians tendeixen a tractar les creences i conductes religioses des d'una perspectiva favorable, alhora que ofereixen referències psicològiques a termes religiosos tradicionals com ara ànima, mal, transcendència, sagrat o Déu. Com que les creences no han de ser certes perquè la gent les sostingui, la interpretació junguiana de la religió ha estat, i continua sent, d'interès per a psicòlegs i teòlegs.

### Alfred Adler
El psiquiatre austríac Alfred Adler (1870-1937), que es va separar de Freud, va emfasitzar el paper dels objectius i la motivació en la seva Psicologia Individual. Una de les idees més famoses d'Adler és que intentem compensar les inferioritats que percebem en nosaltres mateixos. La manca de poder sovint es troba a l'arrel dels sentiments d'inferioritat. Una manera en què la religió entra en aquesta imatge és a través de les nostres creences en Déu, que són característiques de la nostra tendència a lluitar per la perfecció i la superioritat. Per exemple, en moltes religions, Déu es considera perfecte i omnipotent, i també mana a les persones que siguin perfectes. Si nosaltres també assolim la perfecció, ens convertim en un amb Déu. En identificar-nos amb Déu d'aquesta manera, compensem les nostres imperfeccions i sentiments d'inferioritat.
Les nostres idees sobre Déu són indicadors importants de com veiem el món. Segons Adler, aquestes idees han canviat amb el temps, a mesura que la nostra visió del món, i el nostre lloc en ell, ha canviat. Considereu aquest exemple que ofereix Adler: la creença tradicional que les persones van ser col·locades deliberadament a la terra com la creació suprema de Déu és reemplaçada per la idea que les persones han evolucionat mitjançant la selecció natural. Això coincideix amb una visió de Déu no com un ésser real, sinó com una representació abstracta de les forces de la natura. D'aquesta manera, la nostra visió de Déu ha canviat d'una que era concreta i específica a una que és més general. Des del punt de vista d'Adler, aquesta és una percepció relativament ineficaç de Déu perquè és tan general que no transmet un fort sentit de direcció i propòsit.
Una cosa important per a Adler és que Déu (o la idea de Déu) motiva a les persones a actuar i que aquestes accions tenen conseqüències reals per a nosaltres i per als altres. La nostra visió de Déu és important perquè encarna els nostres objectius i dirigeix les nostres interaccions socials.
En comparació amb la ciència, un altre moviment social, la religió és més eficient perquè motiva a les persones de manera més efectiva. Segons Adler, només quan la ciència comenci a capturar el mateix fervor religiós i promogui el benestar de tots els segments de la societat, els dos seran més iguals als ulls de les persones.

### Gordon Allport
En el seu llibre clàssic The Individual and His Religion (1950), Gordon Allport (1897–1967) il·lustra com les persones poden usar la religió de diferents maneres. Ell fa una distinció entre la religió madura i la religió immadura. El sentiment religiós madur és com Allport va caracteritzar a la persona l'enfocament de la qual cap a la religió és dinàmic, de ment oberta i capaç de mantenir vincles entre inconsistències. En contrast, la religió immadura és egoista i generalment representa els estereotips negatius que les persones tenen sobre la religió. Més recentment, aquesta distinció s'ha encapsulat en els termes «religió intrínseca», referint-se a una fe devota genuïna i sincera, i «religió extrínseca», referint-se a un ús més utilitari de la religió com un mitjà per a un fi, com l'assistència a l'església per a guanyar estatus social. Aquestes dimensions de la religió es van mesurar en l'Escala d'Orientació Religiosa d'Allport i Ross. La tercera forma d'orientació religiosa ha estat descrita per Daniel Batson. Això es refereix al tractament de la religió com una recerca oberta. Més específicament, Batson ha vist que comprèn la voluntat de veure els dubtes religiosos de manera positiva, l'acceptació que l'orientació religiosa pot canviar i la complexitat existencial, la creença que les creences religioses d'un han de formar-se a partir de les crisis personals que un ha experimentat en la vida. Batson es refereix a les extrínseques, intrínseques i a les missions respectivament com a religió com a mitjà, religió com a fi i religió com a recerca, i mesura aquestes construccions en l'Inventari de vida religiosa.

### Erik H. Erikson
Erik Erikson (1902-1994) és conegut per la seva teoria del desenvolupament psicològic, que té les seves arrels en la importància psicoanalítica de la identitat en la personalitat. Les seves biografies de Gandhi i Martin Luther revelen la visió positiva d'Erikson sobre la religió. Va considerar que les religions són influències importants en el desenvolupament reeixit de la personalitat perquè són la forma principal en què les cultures promouen les virtuts associades amb cada etapa de la vida. Els rituals religiosos faciliten aquest desenvolupament. La teoria d'Erikson no s'ha beneficiat de l'estudi empíric sistemàtic, però continua sent una teoria influent i ben considerada en l'estudi psicològic de la religió.

### Rudolf Otto
Rudolf Otto (1869-1937) va ser un teòleg protestant alemany i estudiós de la religió comparada. L'obra més famosa d'Otto, La idea del sagrat (publicada per primera vegada el 1917 com a Das Heilige), defineix el concepte del sagrat com allò que és numinós. Otto va explicar el numinós com una «experiència o sentiment no racional, no sensorial, l'objecte primari i immediat del qual està fora del jo». És un misteri (llatí: mysterium tremendum) que és fascinant (fascinant) i aterridor al mateix temps; un misteri que causa tremolor i fascinació, en intentar explicar aquesta reacció emocional de sorpresa inexpressable i potser sobrenatural que ens porta a experiències de gràcia aparentment ordinàries o religioses. Aquest sentit de sorpresa emocional sembla evident a l'arrel de totes les experiències religioses. A través d'aquesta meravella emocional, suspenem la nostra ment racional per possibilitats no racionals.
La idea del sant també va establir un paradigma per a l'estudi de la religió que se centra en la necessitat de considerar els fenòmens religiosos com una categoria original no reductible per dret propi. Aquest paradigma va ser molt atacat entre aproximadament 1950 i 1990, però ha tingut un fort retorn des de llavors.

## Àmbits de recerca
Sota el terme "religió" s'inclouen diferents aspectes de la mateixa (creences, ritus, normes, grups) i formes de religiositat (per exemple, religiositat comuna, fonamentalisme, misticisme, espiritualitat moderna) i de la descreença (ateisme, deisme, agnosticisme).
- Psicologia de la personalitat, psicologia social o sociologia de la religió i psicologia intercultural de la religió.
- Psicologia clínica, psicologia de la salut i psicopatologia de la religió.
- Psicologia del desenvolupament i de l'educació religiosa.
- Psicologia evolucionista de la religió i ciències cognitives de la religió.

## Hipòtesis sobre el paper de la religió en el món modern
Hi ha tres hipòtesis principals sobre el paper de la religió en el món modern.

### La secularització
La primera hipòtesi, la secularització, sosté que la ciència i la tecnologia prendran el lloc de la religió. La secularització és compatible amb la separació de la religió de la política, l'ètica i la psicologia. Amb una posició encara més ferma, Taylor explica que la secularització nega la transcendència, la divinitat i la racionalitat en les creences religioses.

### Transformació religiosa
Les discussions i revisions de la hipòtesi de la secularització van conduir a la formulació de la hipòtesi de la transformació religiosa. Aquesta perspectiva sosté que les tendències generals cap a l'individualisme i la desintegració social produiran canvis en la religió, de manera que la pràctica religiosa serà més individualitzada i centrada en l'espiritual. S'espera que això produeixi una cerca espiritual no exclusivament mitjançant institucions religioses. Es preveu que es produeixi un eclecticisme adogmàtic que es nodreixi de múltiples sistemes religiosos, espirituals i moviments «Nova Era» o New Age.

### Divisió cultural
En resposta a la hipòtesi de la transformació religiosa, Ronald Inglehart es fonamenta en la premissa que la religió es desenvolupa per omplir la necessitat humana de seguretat. Per tant, el desenvolupament de la seguretat social i econòmica a Europa explica la seva correlativa secularització en crear una manca de necessitat de la religió. No obstant això, la religió continua al Tercer Món, on la inseguretat social i econòmica estan a l'ordre del dia. Així doncs, la secularització en part del món de les creences es deu a l'efecte general d'una disparitat cultural del creixement socioeconòmic.
La idea que la religiositat sorgeix de la necessitat humana de seguretat també ha estat afavorida pels estudis que examinen les creences religioses com un mecanisme de compensació de control. Aquests estudis sostenen la idea que la gent manté les seves creences en l'ordre i l'estructura per evitar les creences en el caos i l'atzar. A l'entorn experimental, els investigadors també han provat el control compensatori en relació amb les percepcions dels sistemes externs, com la religió o el govern dels individus. Per exemple, Kay i els seus col·legues van trobar que, en un entorn de laboratori, els individus són més propensos a donar suport als sistemes externs amplis (per exemple, la religió o sistemes sociopolítics) que a imposar l'ordre i el control sobre les seves vides quan són induïts amb nivells baixos de control personal. En aquest estudi, els investigadors suggereixen que, quan es disminueix el control personal d'un individu, la seva motivació per creure en el fi està amenaçada, la qual cosa provoca una compensació d'aquesta amenaça mitjançant l'adhesió a altres fonts externes de control.

## Religió i oració
La pràctica religiosa sovint es manifesta en alguna forma d'oració. Estudis recents s'han centrat específicament en els efectes de l'oració sobre la salut. Les mesures d'oració i les mesures d'espiritualitat anteriors avaluen diferents característiques i no s'han de considerar sinònimes.
L'oració és bastant prevalent als Estats Units. Al voltant del 55% dels estatunidencs informen que preguen diàriament. No obstant això, la pràctica de l'oració és més prevalent i es practica de manera més consistent entre els estatunidencs que realitzen altres pràctiques religioses. Hi ha quatre tipus principals d'oració a Occident. Poloma i Pendleton, van utilitzar l'anàlisi factorial per delinear aquests quatre tipus d'oració: meditativa (més espiritual, pensament en silenci), ritualista (recitant), peticionària (fent peticions a Déu) i col·loquial (conversant en general amb Déu). Un estudi científic addicional de l'oració mitjançant l'anàlisi factorial ha revelat tres dimensions de l'oració. El primer factor de Ladd i Spilka va ser la consciència de si mateix, l'abast interior. El seu segon i tercer factor van ser l'abast cap amunt (cap a Déu) i l'abast cap a fora (cap a altres). Aquest estudi sembla donar suport al model contemporani de l'oració com a connexió (ja sigui amb un mateix, amb un ésser superior o amb altres).
Dein i Littlewood (2008) suggereixen que la vida d'oració d'un individu es pot veure en un espectre que va des d'immadur a madur. Una progressió a l'escala es caracteritza per un canvi en la perspectiva del propòsit de l'oració. En lloc d'utilitzar l'oració com un mitjà per canviar la realitat d'una situació, un individu més madur farà servir l'oració per demanar ajuda per afrontar problemes immutables i apropar-se a Déu o a altres. S'ha demostrat que aquest canvi de perspectiva està associat amb el pas de l'individu per l'adolescència.
L'oració sembla tenir implicacions per a la salut. Els estudis empírics suggereixen que la lectura i la recitació conscient dels Salms (de les escriptures) poden ajudar una persona a calmar-se i concentrar-se. L'oració també es correlaciona positivament amb la felicitat i la satisfacció religiosa. Un estudi realitzat per Francis, Robbins, Lewis i Barnes va investigar la relació entre la freqüència d'oració autoinformada i les mesures de psicoticisme i neuroticisme segons la forma abreujada del Qüestionari de Personalitat de Eysenck Revisat (EPQR-A). L'estudi va incloure una mostra de 2306 estudiants que assistien a escoles protestants i catòliques en la cultura altament religiosa d'Irlanda del Nord. Les dades mostren una correlació negativa entre la freqüència d'oració i el psicoticisme. Les dades també mostren que, en els estudiants catòlics, la pregària freqüent té una correlació positiva amb les puntuacions de neuroticisme. Ladd i McIntosh suggereixen que els comportaments relacionats amb l'oració, com inclinar el cap i ajuntar les mans en una posició gairebé fetal, són suggeridors d'accions de "tacte social". L'oració d'aquesta manera pot preparar un individu per dur a terme un comportament prosocial positiu després de pregar, a causa de factors com l'augment del flux sanguini al cap i la respiració nasal. En general, s'han trobat beneficis lleugers per a la salut de manera força consistent en tots els estudis.
S'han ofert tres vies principals per explicar aquesta tendència: efecte placebo, ajustament de l'enfocament i l'actitud, i activació de processos de curació. Breslin i Lewis (2008) han ampliat aquestes ofertes, construint un model de cinc vies entre l'oració i la salut amb els següents mediadors: fisiològic, psicològic, placebo, suport social i espiritual. El mediador espiritual es diferencia de la resta en el fet que el seu potencial per a la investigació empírica no és actualment factible. Encara que les conceptualitzacions de la força vital (chi), la ment universal, la intervenció divina i similars trenquen els límits de l'observació científica, s'inclouen en aquest model com a possibles enllaços entre l'oració i la salut per no excloure innecessàriament el sobrenatural de la conversa més àmplia de la psicologia i la religió.

## Religió i ritual
Una altra forma significativa de pràctica religiosa és el ritual. Els rituals religiosos abasten un ampli ventall de pràctiques, però es poden definir com la realització d'accions i expressions vocals similars basades en una tradició i normes culturals prescrites.
Scheff suggereix que el ritual proporciona catarsi, purga emocional, a través del distanciament. Aquest distanciament emocional permet a un individu experimentar sentiments amb una certa separació, i per tant amb menys intensitat. No obstant això, la concepció del ritual religiós com un procés interactiu ha madurat des de llavors i s'ha establert de manera més científica. Des d'aquesta visió, el ritual ofereix un mitjà per a la catarsi a través de comportaments que fomenten la connexió amb els altres, i això permet l'expressió emocional. Aquest enfocament en la connexió contrasta amb la separació que sembla subjacent a la visió de Scheff.
Una recerca addicional suggereix un component social del ritual. Per exemple, les troballes suggereixen que la realització de rituals indica compromís amb el grup i evita que els no compromesos obtinguin beneficis de pertinença. El ritual pot ajudar a emfatitzar els valors morals que serveixen com a normes de grup i regulen les societats. També pot enfortir el compromís amb les conviccions morals i la probabilitat de mantenir aquestes expectatives socials. Així, la realització de rituals pot fomentar l'estabilitat del grup social.
Robert Sapolsky veu una semblança entre els rituals que acompanyen el trastorn obsessivocompulsiu i els rituals religiosos. Segons ell, el ritual religiós redueix la tensió i l'ansietat associades al trastorn i proporciona un alleujament resultant de practicar en una comunitat social.

## Religió i funcionament personal

### Religió i salut
Hi ha una considerable literatura sobre la relació entre religió i salut. Més de 3000 estudis empírics han examinat les relacions entre religió i salut, incloent-ne més de 1200 al segle XX, i més de 2000 estudis addicionals entre el 2000 i el 2009.
Els psicòlegs consideren que la religió pot beneficiar tant la salut física com mental de diverses maneres, incloent-hi l'encoratjament d'estils de vida saludables, la provisió de xarxes de suport social i la promoció d'una visió optimista de la vida; la pregària i la meditació també poden beneficiar el funcionament fisiològic. No obstant això, la religió no és una font única de salut i benestar, i també hi ha beneficis en la no-religiositat. Haber, Jacob i Spangler han considerat com diferents dimensions de la religiositat poden relacionar-se amb els beneficis per a la salut de maneres diferents.

### Religió i personalitat
Alguns estudis han examinat si hi ha una "personalitat religiosa". La recerca sobre el model dels cinc factors de personalitat suggereix que les persones que s'identifiquen com a religioses tenen més probabilitats de ser agradables i conscients. De la mateixa manera, les persones que s'identifiquen com a espirituals tenen més probabilitats de ser extravertides i obertes, tot i que això varia segons el tipus d'espiritualitat recolzada. Per exemple, les persones que defensen creences religioses fonamentalistes tenen més probabilitats de puntuar baix en el factor d'Obertura.

### Religió i prejudicis
Per investigar la rellevància de les creences religioses en l'establiment de la identitat de grup, els investigadors també han realitzat estudis sobre la religió i els prejudicis. Alguns estudis han demostrat que unes actituds religioses més grans poden ser predictors significatius d'actituds negatives cap a grups racials o socials externs. Aquests efectes sovint es conceptualitzen sota el marc del biaix intergrupal, on els individus religiosos afavoreixen els membres del seu grup (favoritisme intragrupal) i mostren desfavor cap als membres del seu grup extern (denigració extragrupal). L'evidència que recolza el biaix intergrupal religiós ha estat confirmada en múltiples grups religiosos, inclosos grups no cristians (al cap i a la fi, la religió no només està relacionada amb el cristianisme, sinó amb d'altres com l'islamisme, el budisme, el paganisme i més), i es creu que reflecteix el paper de les dinàmiques de grup en la identificació religiosa. Molts estudis sobre la religió i els prejudicis implementen l'activació de conceptes religiosos tant al laboratori com en entorns naturalistes amb evidència que recolza la perpetuació del favoritisme intragrupal i la denigració extragrupal en individus amb alta religiositat.
Recentment, la teràpia reparativa o de conversió, un procés de motivació religiosa destinat a canviar la sexualitat d'un individu, ha estat objecte d'escrutini i ha estat condemnada per alguns governs, organitzacions benèfiques LGBT i organismes professionals de teràpia/assessorament.

## Religió i drogues
El psicòleg americà James H. Leuba (1868–1946), a A Psychological Study of Religion, explica l'experiència mística de manera psicològica i fisiològica, assenyalant analogies amb certes experiències induïdes per drogues. Leuba va defensar enèrgicament un tractament naturalista de la religió, que considerava necessari si la psicologia religiosa volia ser tractada científicament. Els xamans de tot el món i en diferents cultures han utilitzat tradicionalment drogues, especialment psicodèlics, per a les seves experiències religioses. En aquestes comunitats, l'absorció de drogues condueix a somnis (visions) a través de la distorsió sensorial. L'experiència psicodèlica sovint es compara amb formes no ordinàries de consciència com les experimentades en la meditació, i les experiències místiques. La dissolució o pèrdua de l'ego sovint es descriu com una característica clau de l'experiència psicodèlica.
William James també es va interessar per les experiències místiques des d'una perspectiva induïda per drogues, el que el va portar a fer alguns experiments amb òxid de dinitrogen i fins i tot peyote. Va concloure que si bé les revelacions del místic són veritables, ho són només per al místic; per als altres són certament idees a considerar, però no tenen cap reclamació de veritat sense una experiència personal d'aquest tipus.

## Religió i malaltia mental
Encara que molts investigadors han aportat evidències d'un paper positiu que la religió té en la salut, altres han demostrat que les creences, pràctiques i experiències religioses poden estar lligades a malalties mentals de diversos tipus (trastorns de l'estat d'ànim, trastorns de la personalitat i trastorns mentals). El 2012, un equip de psiquiatres, psicòlegs conductuals, neuròlegs i neuropsiquiatres de la Harvard Medical School va publicar una investigació que suggeria el desenvolupament d'una nova categoria diagnòstica de trastorns psiquiàtrics relacionats amb el deliri religiós i la hiperreligiositat.
Van comparar els pensaments i comportaments de les figures més importants de la Bíblia (Abraham, Moisès, Jesucrist i Pau de Tars) amb pacients afectats per trastorns mentals relacionats amb l'espectre psicòtic utilitzant diferents grups de trastorns i criteris de diagnòstic (DSM-IV-TR), i van concloure que aquestes figures bíbliques "podrien haver tingut símptomes psicòtics que van contribuir a la inspiració de les seves revelacions", com esquizofrènia, trastorn esquizoafectiu, depressió maníaca, trastorn delirant, deliris de grandesa, al·lucinacions auditives i visuals, paranoia, síndrome de Geschwind (Pau especialment) i experiències anormals associades a l'epilèpsia del lòbul temporal (TLE). Els autors suggereixen que Jesús va buscar condemnar-se a mort (suïcidi per interposició).
La investigació va anar més enllà i també es va centrar en models socials de psicopatologia, analitzant moviments religiosos nous i líders de sectes carismàtics com David Koresh, líder dels Branch Davidians, i Marshall Applewhite, fundador de la secta Heaven's Gate. Els investigadors van concloure que "si s'entén que David Koresh i Marshall Applewhite tenien creences de l'espectre psicòtic, llavors la premissa que el diagnòstic de psicosi ha de dependre rígidament de la incapacitat per mantenir un grup social es torna insostenible. Un subgrup d'individus amb símptomes psicòtics sembla capaç de formar vincles socials intensos i comunitats malgrat tenir una visió de la realitat extremadament distorsionada. L'existència d'un subgrup d'individus amb un millor funcionament social i amb símptomes de tipus psicòtic es corrobora amb la investigació que indica que les experiències de tipus psicòtic, incloent-hi tant creences delirants estranyes com no estranyes, es troben sovint en la població general. Això recolza la idea que els símptomes psicòtics probablement es troben en un contínuum."

## Religió i psicoteràpia
Les creences religioses dels clients es tenen cada vegada més en compte en la psicoteràpia amb l'objectiu de millorar el servei i l'eficàcia del tractament. Un desenvolupament resultant va ser la psicoteràpia teista. Conceptualment, consisteix en principis teològics, una visió teista de la personalitat i una visió teista de la psicoteràpia. Seguint una estratègia de minimització explícita, els terapeutes intenten minimitzar el conflicte reconeixent les seves opinions religioses alhora que respecten les opinions religioses del client. Es defensa que això augmenta el potencial dels terapeutes per utilitzar directament pràctiques i principis religiosos en la teràpia, com ara l'oració, el perdó i la gràcia. En contrast amb aquest enfocament, el psicoanalista Robin S. Brown argumenta fins a quin punt els nostres compromisos espirituals romanen inconscients. Basant-se en el treball de Jung, Brown suggereix que "els nostres biaixos només es poden suspendre en la mesura que ja no són els nostres biaixos".

### Psicologia pastoral
Una aplicació de la psicologia de la religió és la psicologia pastoral, l'ús de les troballes psicològiques per millorar la cura pastoral proporcionada per pastors i altres membres del clergat, especialment en com donen suport als membres ordinaris de la seva congregació. La psicologia pastoral també s'ocupa de millorar la pràctica dels capellans en l'assistència sanitària i en l'exèrcit. Una preocupació important de la psicologia pastoral és millorar la pràctica de l'orientació pastoral. La psicologia pastoral és un tema d'interès per a revistes professionals com el Journal of Psychology and Christianity i el Journal of Psychology and Theology. El 1984, Thomas Oden va criticar severament la cura pastoral de mitjan segle XX i la psicologia pastoral que la guiava per haver abandonat completament les seves fonts clàssiques/tradicionals i haver estat aclaparadorament dominada per les influències psicològiques modernes de Freud, Rogers i altres. Més recentment, altres han descrit la psicologia pastoral com un camp que experimenta una tensió entre la psicologia i la teologia.